# Херсонський окружний суд (Російська імперія)
Херсонський окружний суд — судова установа Російської імперії, утворена після судової реформи 1864 р. у м. Херсоні (березень 1869 р.). Спочатку розміщувався у будівлі Губернського правління на вулиці Суворовській. Згодом його перенесли на Потьомкінський бульвар.

## Історія будівлі суду

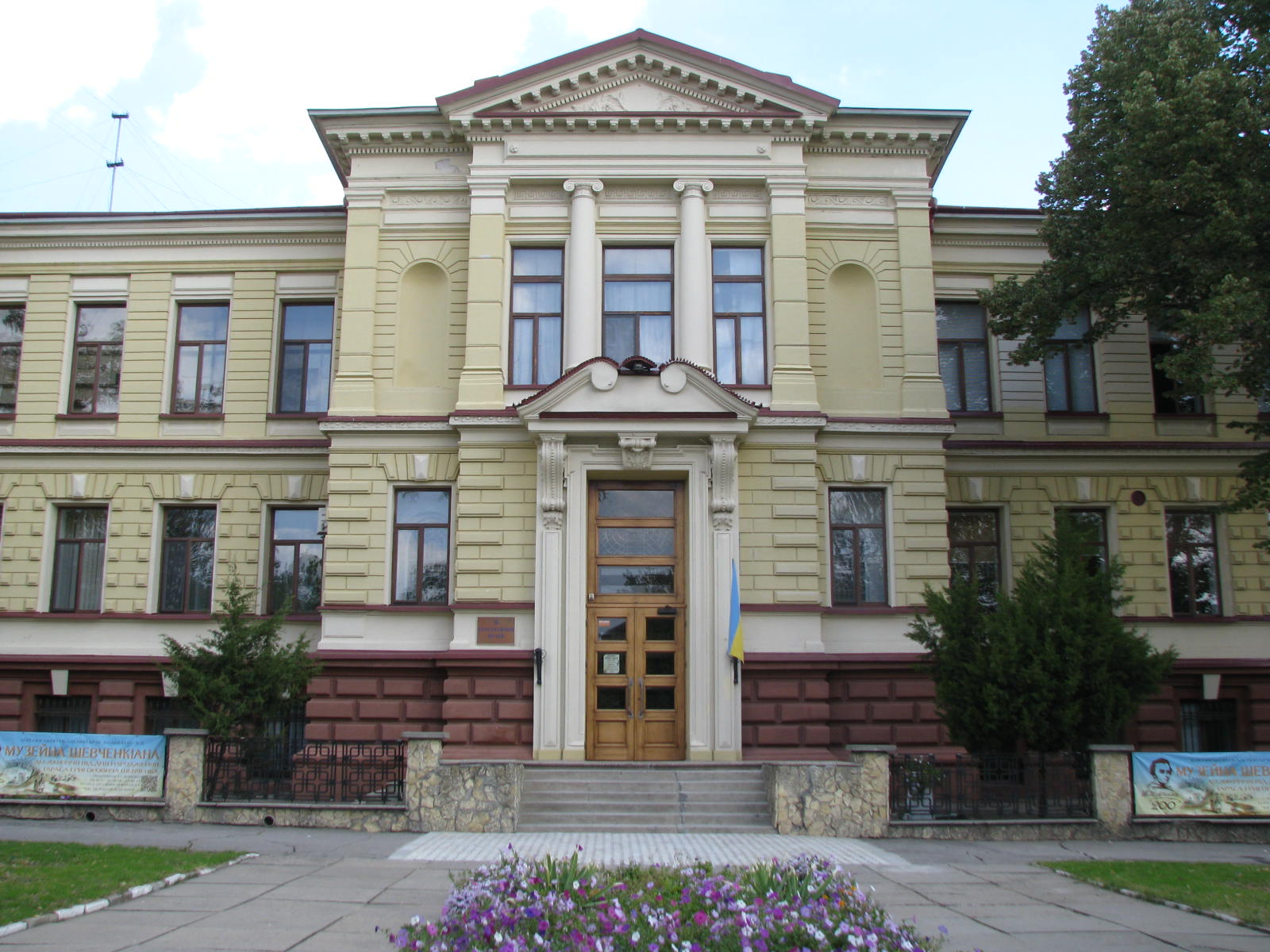
Будівля Херсонського окружного суду (зараз Херсонський краєзнавчий музей), фото серпень 2009 р.

Міське управління ще у 1889 році клопотало про будівництво на Потьомкінському бульварі нової будівлі суду.
20 липня 1891 рік року Херсон відвідав директор Департаменту юстиції, таємний радник Красовський. Він розглянув усі пропозиції та вирішив обрати інше місце — на Павлівській площі. Міністерство юстиції викупило у міста 700 сажнів площі та сплатило третину витрат на будівництво установи.
15 січня 1892 року Дума затвердила дворічний план будівельних робіт: першого сезону — з весни до осені 1892 року мало відбутись будівництво самої будівлі, а наступного року — завершення внутрішнього та зовнішнього оздоблення. Вартість будівництва було визначено у 120 тисяч рублів, а розробка проекту і технічної документації покладена на архітектора В. О. Домбровського. Будівництво затягнулось і суд в'їхав до будівлі лише 1894 року.
Будівля зводилась на головній на той час площі міста, тому велике значення мало рішення головного фасаду. На другому поверсі центрального ризаліту Домбровський застосував портик «храму в антах» іонічного ордеру, який фланкували скульптури богинь: правосуддя — Феміди — і покарання — Немезиди, які розташовувались в нішах.
У 1923 році в будівлі розташовувалися Херсонське повітове бюро юстиції, камери народних суддів першої, другої і третьої ділянок, слідча частина повітової сесії Одеського губернського революційного трибуналу в Херсонському повіті. У 1940 році — прокуратура, суд, міський фінансовий відділ та відділ державного страхування, з 1944 року — облвиконком, а згодом — обласна рада профспілок, Стройбанк та обласний відділ соціального забезпечення. У 1978 році, до 200-річчя Херсона, будівлю було передано Херсонському краєзнавчому музею, а 12 жовтня 1982 року тут відкрилась нова експозиція (вул. Соборна, 9).